# Климавички рејон
Климавички рејон (блр. Клімавіцкі раён; рус. Климовичский райо́н) је административна јединица другог нивоа на крајњем истоку Могиљовске области у Републици Белорусији. 
Административни центар рејона је град Климавичи.

## Географија
Касцјуковички рејон обухвата територију површине 1.542,78 км² и на 6. је месту по величини у Могиљовској области. Рејон се граничи са Кричавским, Черикавским, Краснапољским, Касцјуковичким и Хоцимским рејонима Могиљовске области на западу, северу и истоку, те са Смоленском облашћу Руске Федерације на истоку и североистоку.
Рејон обухвата подручје Оршанско-Могиљовске равнице са просечним надморским висинама између 195 и 210 метара (највиша тачка на коти 214 м). 
Клима је умереноконтинентална. Просечне јануарске температуре су око −7,8 С°, јулске +18,5 С°. Просечна сума падавина на годишњем нивоу износи око 565,6 мм.
Најважнији водоток је река Сож са притокама Ипут, Лобжанка и Остер. На Ипуту се налази вештачко Милославичко језеро.
Око 34% територије рејона је под шумама док мочваре заузимају 4% површина. 

## Историја
Рејон је основан 17. јула 1924. као део Калининског округа. Саставни део Могиљовске области је од 1938. године, а у садашњим границама је од 1962. године. 
Занимљиво је да је у близини Климавича 1804. пронађена богата колекција од 1.815 бронзаних и сребрних кованица из доба Античког Рима.

## Демографија
Према резултатима пописа из 2009. на том подручју стално је било насељено 28.523 становника или у просеку 18,49 ст/км².
Основу популације чине Белоруси (94,25%), Руси (4,34%) и остали (1,41%).
Административно рејон је подељен на подручје града Климавичи, који је уједно и административни центар рејона, и на још 10 сеоских општина. На целој територији рејона постоји укупно 161 насељено место. 

## Саобраћај
Најважнији саобраћајни правци кроз рејон су железница на линији Орша—Унеча и Могиљов—Рослављ те друмски правци Р43 Барановичи—Кричав, Р75 Барсуки—граница према Русији, Р122 Могиљов—Касцјуковичи и Р139 Родња — Хоцимск.
Преко рејона пролази и део нафтовода „Дружба“ на релацији Унеча—Полацк.